# Lauenbrück
Lauenbrück is een gemeente in de Duitse deelstaat Nedersaksen. De gemeente maakt, als bestuurszetel, deel uit van de Samtgemeinde Fintel in het Landkreis Rotenburg (Wümme).
Lauenbrück telt 2.540 inwoners.

## Geografie, infrastructuur

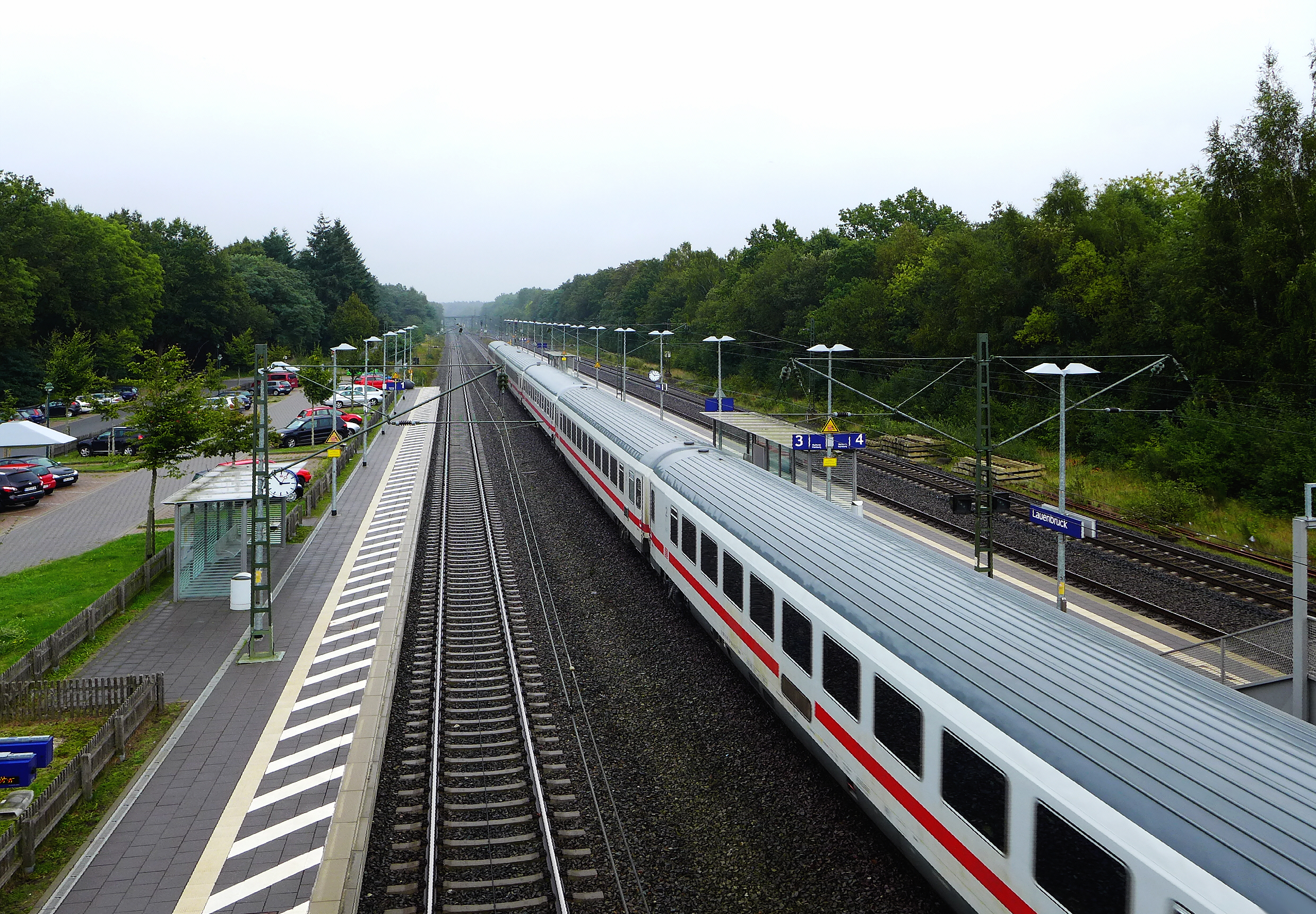
Station Lauenbrück

Lauenbrück ligt ongeveer halverwege Hamburg (bijna 60 km noordoostwaarts) en Bremen (ruim 60 km westwaarts). Het gebied is moerassig en vrij vlak. Het wordt gekenmerkt door een afwisseling van hoog- en laagveengebieden, bossen en enige landbouwgrond.
Lauenbrück wordt doorsneden door de (alleen voor kano's en kleine roeibootjes bevaarbare) rivier de Wümme, en haar zijbeek de 19 km lange Fintau, die ook door Fintel en Vahlde stroomt. De Fintau mondt in Lauenbrück via enkele meertjes uit in de Wümme.
Door Lauenbrück loopt tussen Bremen en Hamburg de Bundesstraße 75. Even ten noorden van Sittensen, circa 10 km ten noorden van Lauenbrück, is afrit 47 van de Autobahn A1 te vinden. Dit is de dichtst bij het hier beschreven gebied gelegen aansluiting op het Autobahnennet. De afstand vanaf Lauenbrück is circa 10 kilometer.
Door de Samtgemeinde Fintel loopt de in 1874 geopende spoorlijn Bremen-Hamburg-Harburg v.v.. Aan deze spoorlijn heeft binnen de Samtgemeinde alleen Lauenbrück een station. Openbaar vervoer per bus, van en naar omliggende dorpen, is buiten de spitsuren op werkdagen te verwaarlozen.
Eén kilometer ten noordoosten van Lauenbrück ligt een vliegveldje, hoofdzakelijk bedoeld voor de zweefvliegsport. Het heeft een 600 x 25 m metende graspiste. De ICAO-code luidt: EDHU. Het ligt op 30 m (98 feet) boven de zeespiegel. De geografische coördinaten luiden: 53° 12′ 26″ noorderbreedte, 9° 34′ 26″ oosterlengte.

## Economie
Lauenbrück ligt in een omgeving met tamelijk veel natuurschoon; ook de Lüneburger Heide is minder dan 20 km in oostelijke richting verwijderd. Er zijn enige toeristische accommodaties aanwezig en faciliteiten voor wandel-, fiets- en kanotoeristen.
Lauenbrück is verder een bescheiden streekcentrum; aan de oostrand van het dorp valt een grote, moderne middelbare school, met eigen atletiekbaan, in het oog.

## Geschiedenis

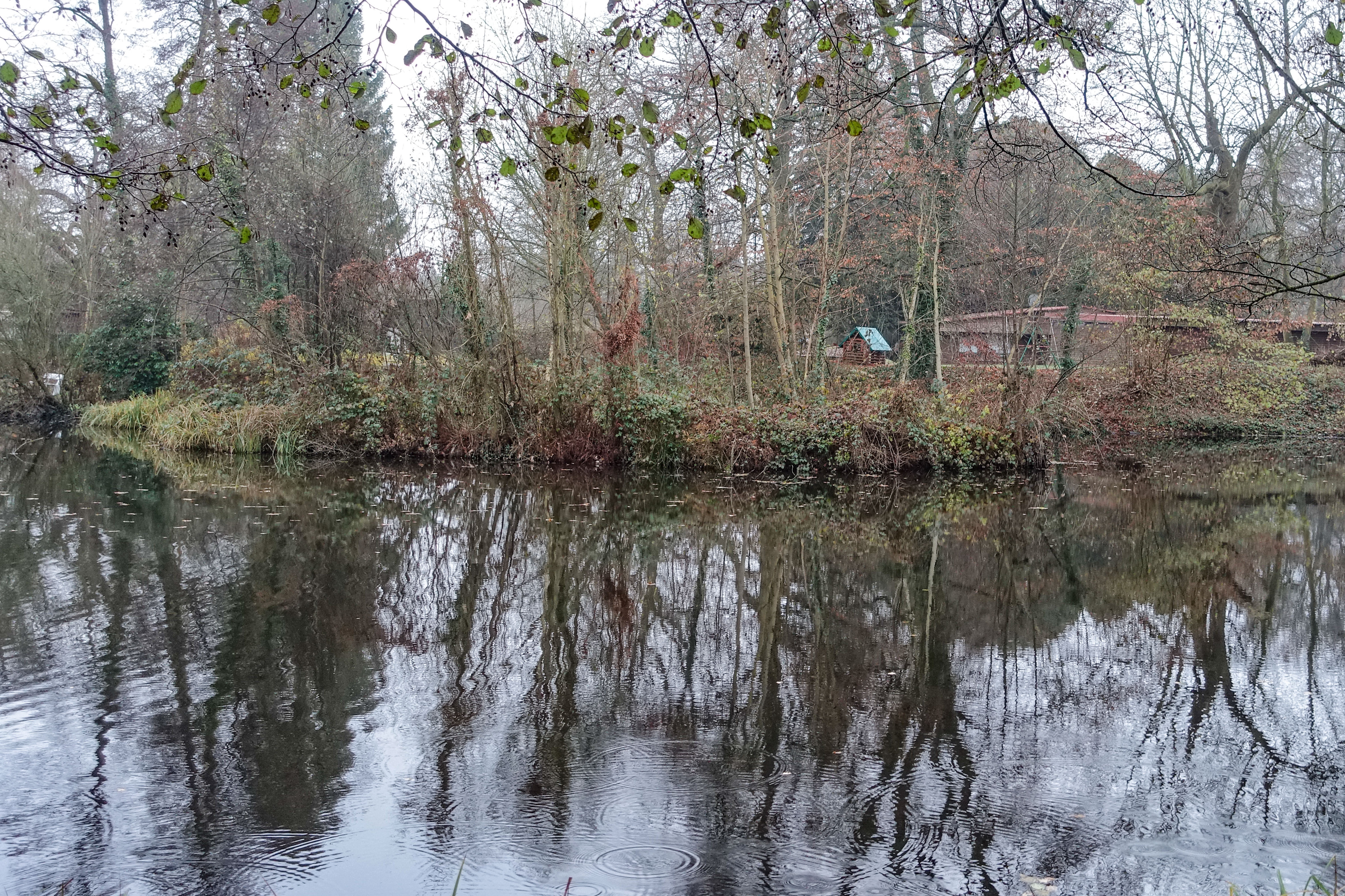
Locatie voormalig kasteel Lauenbrück
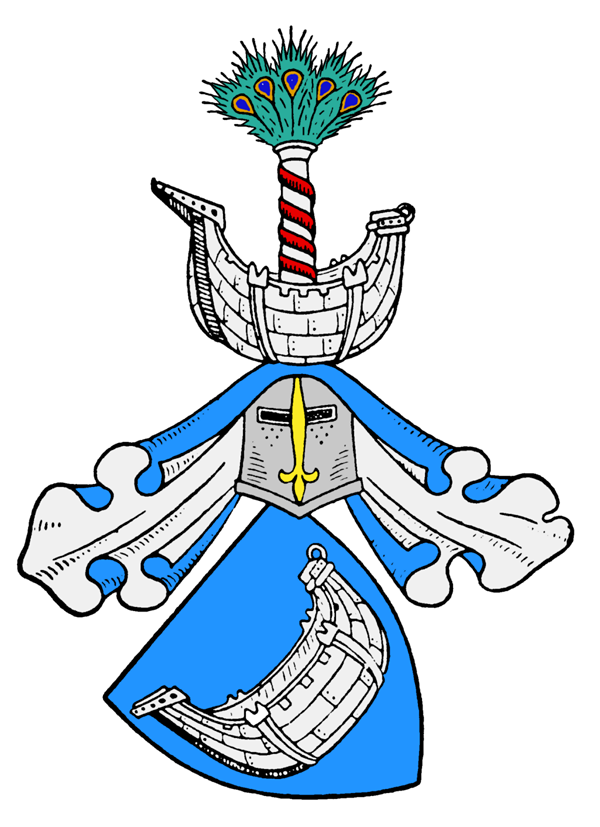
Familiewapen van het geslacht Von Bothmer

Het Hertogdom Brunswijk-Lüneburg liet na 1354, in het in dat jaar van het naburige Verden verworven gebied, een kasteel met de gereconstrueerde naam Leuwenb(rughe) (Leeuwenbrug) bouwen, dat in de Dertigjarige Oorlog (1618-1648) is verwoest, en door een herenhuis iets verderop vervangen. Van 1493 tot 1732 werd dit goed bewoond en bestuurd door leden van de adellijke familie Von Bothmer. Tot op de huidige dag wonen telgen van dit geslacht te Lauenbrück. Eén van de graven Von Bothmer heeft in 1994 een onderneming in professioneel vuurwerk opgericht; dit bedrijf is later verhuisd naar Westervesede, gemeente Scheeßel.
Lauenbrück is diverse malen getroffen door overstromingen van zowel de Wümme als de Fintau. Nadat dat in 2002 en 2008 weer het geval geweest was, is ter plaatse in 2010 een dam ter bescherming tegen hoogwater gebouwd.

## Bezienswaardigheden, toerisme
- Wild- en dierenpark LandPark Lauenbrück ten noorden van het dorp, met kinderboerderij
- Natuurschoon langs de riviertjes Fintau en Wümme
- Beperkte waterrecreatie op de meertjes te Lauenbrück (camping aanwezig)

## Belangrijke personen in relatie tot de gemeente

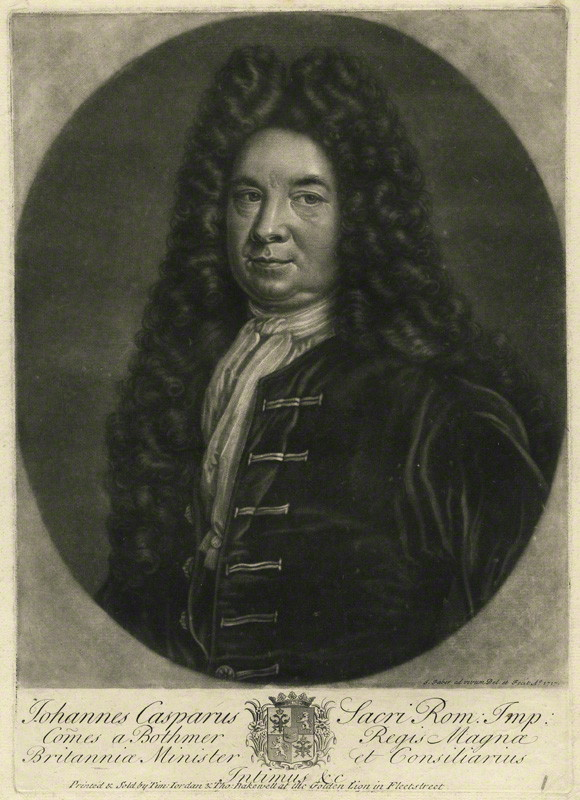
Johan Caspar van Bothmer, portret uit 1717

- Johann Caspar graaf Von Bothmer, ook bekend als Johan Caspar van Bothmer (* 31 maart 1656 in Lauenbrück; † 6 februari 1732 in Londen), diplomaat en belangrijk raadgever voor koning George I van Groot-Brittannië; van 1720-1732 leidde hij de German Chancery, een bestuursorgaan van de Engelse koningen, toen die tegelijkertijd het keurvorstendom Hannover bestuurden.[3]